# سيرغي بونوماريوف
سيرغي بونوماريوف هو مدرب كرة قدم ولاعب كرة قدم روسي في مركز الدفاع، ولد في 5 يونيو 1953. لعب مع سبارتاك نالتشيك ونادي كوبان كراسنودار.